# Diskografie Stromae
Toto je seznam vydané diskografie belgického zpěváka Stromae.

## Alba

### Studiová alba
| Název                                                                                   | Detaily o albu                                                                          | Umístění v hitparádách | Umístění v hitparádách | Umístění v hitparádách | Umístění v hitparádách | Umístění v hitparádách | Umístění v hitparádách | Umístění v hitparádách | Umístění v hitparádách | Umístění v hitparádách | Umístění v hitparádách | Certifikace | Prodeje                                        |
| Název                                                                                   | Detaily o albu                                                                          | BEL (WA)               | BEL (FL)               | AUT                    | CAN                    | DEN                    | FRA                    | GER                    | ITA                    | NLD                    | SWI                    | Certifikace | Prodeje                                        |
| --------------------------------------------------------------------------------------- | --------------------------------------------------------------------------------------- | ---------------------- | ---------------------- | ---------------------- | ---------------------- | ---------------------- | ---------------------- | ---------------------- | ---------------------- | ---------------------- | ---------------------- | --- | ---------------------------------------------- |
| Cheese                                                                                  | - Vydáno: 11. června 2010 - Vydavatelství: Mosaert                                      | 1                      | 7                      | 33                     | 70                     | —                      | 6                      | 29                     | —                      | 69                     | 18                     | - BEL: 3× Platinum - CAN: Gold - FRA: Gold                                                                                       | - FRA: 260,000                                 |
| Racine carrée                                                                           | - Vydáno: 16. srpna 2013 - Vydavatelství: Universal Music Group, B1 Recordings, Mosaert | 1                      | 1                      | —                      | 10                     | 25                     | 1                      | 21                     | 1                      | 1                      | 1                      | - AUT: Gold - BEL: 12× Platinum - CAN: Platinum - FRA: 4× Diamond - GER: Gold - ITA: Platinum - NLD: Platinum - SWI: 5× Platinum | - BEL: 240,000 - FRA: 2,500,000 - NLD: 100,000 |
| Multitude                                                                               | - Vydáno: 4. března 2022 - Vydavatelství: Universal Music Group, B1 Recordings, Mosaert | 1                      | 1                      | 2                      | 4                      | 8                      | 1                      | 4                      | 10                     | 1                      | 1                      | - BEL: 3× Platinum - FRA: 3× Platinum                                                                                            | - FRA: 300,000 - WW: 870,000                   |
| "—" značí, že se nahrávka neumístila v hitparádách nebo v tomto území ani nebyla vydána |                                                                                         |                        |                        |                        |                        |                        |                        |                        |                        |                        |                        | |                                                |

### Mixtapy
| Název                                | Detaily o albu                                                      |
| ------------------------------------ | ------------------------------------------------------------------- |
| Freestyle Finest (& Gandhi, K-Deeja) | - Vydáno: 2006                                                      |
| Mixture Elecstro (& DJ Psar)         | - Vydáno: 31. října 2009 - Vydavatelství: Because Music, Kilomaître |

### Video alba
| Název              | Detaily o albu                                          | Umístění v hitparádách | Umístění v hitparádách | Umístění v hitparádách | Umístění v hitparádách | Umístění v hitparádách | Umístění v hitparádách | Umístění v hitparádách | Certifikace    | Prodeje       |
| Název              | Detaily o albu                                          | BEL (WA)               | BEL (FL)               | FRA                    | ITA                    | NLD                    | SWI                    | SWE                    | Certifikace    | Prodeje       |
| ------------------ | ------------------------------------------------------- | ---------------------- | ---------------------- | ---------------------- | ---------------------- | ---------------------- | ---------------------- | ---------------------- | -------------- | ------------- |
| Racine carrée Live | - Vydáno: 11. prosince 2015 - Vydavatelství: Sony Music | 1                      | 1                      | 1                      | 3                      | 1                      | 1                      | 3                      | - FRA: Diamond | - FRA: 60,000 |

### Kompilační alba
| Název                                                                                   | Detaily o albu                                                           | Umístění v hitparádách | Umístění v hitparádách | Umístění v hitparádách | Umístění v hitparádách |
| Název                                                                                   | Detaily o albu                                                           | BEL (WA)               | BEL (FL)               | FRA                    | SWI                    |
| --------------------------------------------------------------------------------------- | ------------------------------------------------------------------------ | ---------------------- | ---------------------- | ---------------------- | ---------------------- |
| Cheese + Racine carrée                                                                  | - Vydáno: 18. srpna 2017 - Vydavatelství: Mercury Records                | 112                    | 199                    | 35                     | —                      |
| Racine carrée + Multitude                                                               | - Vydáno: 13. září 2024 - Vydavatelství: Mosaert, Universal Music France | —                      | —                      | —                      | —                      |
| "—" značí, že se nahrávka neumístila v hitparádách nebo v tomto území ani nebyla vydána |                                                                          |                        |                        |                        |                        |

## Extended play
| Název                                           | Detaily o EP                                                                             |
| ----------------------------------------------- | ---------------------------------------------------------------------------------------- |
| Juste un cerveau, un flow, un fond et un mic... | - Vydáno: 2007 - Vydavatelství: Institut national de radioélectricité et cinématographie |

## Singly

### Jako hlavní umělec
| Název                                                                                   | Rok  | Umístění v hitparádách | Umístění v hitparádách | Umístění v hitparádách | Umístění v hitparádách | Umístění v hitparádách | Umístění v hitparádách | Umístění v hitparádách | Umístění v hitparádách | Umístění v hitparádách | Umístění v hitparádách | Certifikace | Album                                                                    |
| Název                                                                                   | Rok  | BEL (WA)               | BEL (FL)               | AUT                    | DEN                    | FRA                    | GER                    | ITA                    | NLD                    | SWI                    | UK                     | Certifikace | Album                                                                    |
| --------------------------------------------------------------------------------------- | ---- | ---------------------- | ---------------------- | ---------------------- | ---------------------- | ---------------------- | ---------------------- | ---------------------- | ---------------------- | ---------------------- | ---------------------- | --- | ------------------------------------------------------------------------ |
| "Faut qu't'arrêtes le rap..." (feat. J.E.D.I.)                                          | 2005 | —                      | —                      | —                      | —                      | —                      | —                      | —                      | —                      | —                      | —                      | | Singly bez alb                                                           |
| "Enfants de l'an 2000" (feat. Shadow Loowee a Ekila)                                    | 2009 | —                      | —                      | —                      | —                      | —                      | —                      | —                      | —                      | —                      | —                      | | Singly bez alb                                                           |
| "Up Saw Liz"                                                                            | 2009 | —                      | —                      | —                      | —                      | —                      | —                      | —                      | —                      | —                      | —                      | | Mixture Elecstro                                                         |
| "Alors on danse"                                                                        | 2009 | 1                      | 1                      | 1                      | 1                      | 1                      | 1                      | 1                      | 1                      | 1                      | 25                     | - BEL: 3× Platinum - CAN: 4× Platinum - DEN: 2× Platinum - FRA: Diamond - GER: 7× Gold - ITA: 2× Platinum - NLD: Platinum - SWI: 2× Platinum - UK: Platinum | Cheese                                                                   |
| "Bienvenue chez moi"                                                                    | 2010 | —                      | —                      | —                      | —                      | —                      | —                      | —                      | —                      | —                      | —                      | | Cheese                                                                   |
| "Te Quiero"                                                                             | 2010 | 4                      | 17                     | —                      | —                      | 153                    | —                      | —                      | 70                     | 62                     | —                      | - BEL: Gold | Cheese                                                                   |
| "House'llelujah"                                                                        | 2010 | 22                     | —                      | —                      | —                      | —                      | —                      | —                      | —                      | —                      | —                      | | Cheese                                                                   |
| "Rail de musique"                                                                       | 2010 | —                      | —                      | —                      | —                      | —                      | —                      | —                      | —                      | —                      | —                      | | Cheese                                                                   |
| "Peace or Violence"                                                                     | 2010 | 12                     | —                      | 74                     | —                      | —                      | —                      | —                      | —                      | —                      | —                      | | Cheese                                                                   |
| "Papaoutai"                                                                             | 2013 | 1                      | 3                      | 3                      | —                      | 1                      | 6                      | 10                     | 2                      | 4                      | —                      | - AUT: Gold - BEL: 3× Platinum - CAN: 2× Platinum - FRA: Diamond - ITA: 2× Platinum - SWI: 2× Platinum - NLD: Platinum - UK: Silver                         | Racine carrée                                                            |
| "Formidable"                                                                            | 2013 | 1                      | 1                      | 36                     | 20                     | 1                      | 39                     | 16                     | 2                      | 13                     | —                      | - BEL: 3× Platinum - CAN: Platinum - DEN: Platinum - FRA: Diamond - ITA: Platinum - SWI: Platinum                                                           | Racine carrée                                                            |
| "Tous les mêmes"                                                                        | 2014 | 1                      | 4                      | —                      | 10                     | 1                      | —                      | 5                      | 29                     | 27                     | —                      | - BEL: Platinum - FRA: Platinum - ITA: 2× Platinum | Racine carrée                                                            |
| "Ta fête"                                                                               | 2014 | 2                      | 6                      | —                      | —                      | 30                     | —                      | —                      | 45                     | —                      | —                      | - BEL: Platinum | Racine carrée                                                            |
| "Ave Cesaria"                                                                           | 2014 | 45                     | —                      | —                      | —                      | 97                     | —                      | —                      | —                      | —                      | —                      | | Racine carrée                                                            |
| "Meltdown" (feat. Lorde, Pusha T, Q-Tip a Haim)                                         | 2014 | 5                      | 7                      | —                      | —                      | 107                    | —                      | —                      | —                      | —                      | —                      | | Hunger Games: Síla vzdoru 1. část                                        |
| "Carmen"                                                                                | 2015 | 46                     | 31                     | —                      | —                      | 67                     | —                      | —                      | —                      | —                      | —                      | | Racine carrée                                                            |
| "Quand c'est?"                                                                          | 2015 | —                      | 39                     | —                      | —                      | 142                    | —                      | —                      | —                      | —                      | —                      | | Racine carrée                                                            |
| "Repetto X Mosaert"                                                                     | 2017 | —                      | —                      | —                      | —                      | —                      | —                      | —                      | —                      | —                      | —                      | | Singly bez alb                                                           |
| "Défiler"                                                                               | 2018 | 7                      | 29                     | —                      | —                      | 8                      | —                      | —                      | —                      | —                      | —                      | | Singly bez alb                                                           |
| "Santé"                                                                                 | 2021 | 1                      | 2                      | —                      | —                      | 3                      | —                      | —                      | 22                     | 7                      | —                      | - BEL: 2× Platinum - FRA: Diamond | Multitude                                                                |
| "L'enfer"                                                                               | 2022 | 1                      | 1                      | —                      | —                      | 1                      | —                      | —                      | 6                      | 2                      | —                      | - BEL: 3× Platinum - FRA: Diamond | Multitude                                                                |
| "Fils de joie"                                                                          | 2022 | 3                      | 28                     | —                      | —                      | 6                      | —                      | —                      | 30                     | 8                      | —                      | - BEL: Platinum - FRA: Gold | Multitude                                                                |
| "Mon amour" (s Camila Cabello)                                                          | 2022 | 6                      | 18                     | —                      | —                      | 24                     | —                      | —                      | —                      | 90                     | —                      | - BEL: Gold - FRA: Gold | Multitude                                                                |
| "Ma meilleure ennemie" (s Pomme)                                                        | 2024 | 1                      | 8                      | 28                     | —                      | 1                      | 29                     | 54                     | 21                     | 4                      | 19                     | - BEL: Gold - FRA: Gold | Arcane League of Legends: Season 2 (Soundtrack from the Animated Series) |
| "—" značí, že se nahrávka neumístila v hitparádách nebo v tomto území ani nebyla vydána |      |                        |                        |                        |                        |                        |                        |                        |                        |                        |                        | |                                                                          |

### Jako vedlejší umělec
| Název                                                                                   | Rok  | Umístění v hitparádách | Umístění v hitparádách | Umístění v hitparádách | Umístění v hitparádách | Certifikace    | Album             |
| Název                                                                                   | Rok  | BEL (WA)               | BEL (FL)               | FRA                    | SWI                    | Certifikace    | Album             |
| --------------------------------------------------------------------------------------- | ---- | ---------------------- | ---------------------- | ---------------------- | ---------------------- | -------------- | ----------------- |
| "La pluie" (Orelsan feat. Stromae)                                                      | 2017 | 2                      | —                      | 10                     | —                      | - FRA: Diamond | La fête est finie |
| "Comme dab" (Vitaa feat. Stromae)                                                       | 2017 | —                      | —                      | 66                     | —                      | - FRA: Gold    | J4M               |
| "—" značí, že se nahrávka neumístila v hitparádách nebo v tomto území ani nebyla vydána |      |                        |                        |                        |                        |                |                   |

### Promo singly
| Název                                                                                   | Rok  | Umístění v hitparádách | Umístění v hitparádách | Umístění v hitparádách | Album         |
| Název                                                                                   | Rok  | BEL (WA)               | BEL (FL)               | FRA                    | Album         |
| --------------------------------------------------------------------------------------- | ---- | ---------------------- | ---------------------- | ---------------------- | ------------- |
| "Je cours"                                                                              | 2010 | 16                     | 15                     | —                      | Cheese        |
| "Humain à l'eau"                                                                        | 2013 | 47                     | —                      | 110                    | Racine carrée |
| "—" značí, že se nahrávka neumístila v hitparádách nebo v tomto území ani nebyla vydána |      |                        |                        |                        |               |

## Další písně

### Jako vedlejší umělec
| Název                                | Rok  | Album                |
| ------------------------------------ | ---- | -------------------- |
| "Putain putain" (Arno feat. Stromae) | 2014 | Le coffret essentiel |

### Umístěné písně
| Název                                                                                   | Rok  | Umístění v hitparádách | Umístění v hitparádách | Umístění v hitparádách | Certifikace | Album         |
| Název                                                                                   | Rok  | BEL (WA)               | BEL (FL)               | FRA                    | Certifikace | Album         |
| --------------------------------------------------------------------------------------- | ---- | ---------------------- | ---------------------- | ---------------------- | ----------- | ------------- |
| "Silence"                                                                               | 2010 | 26                     | —                      | —                      |             | Cheese        |
| "Bâtard"                                                                                | 2013 | 37                     | —                      | 52                     |             | Racine carrée |
| "Moules frites"                                                                         | 2013 | —                      | —                      | 189                    |             | Racine carrée |
| "Carmen"                                                                                | 2013 | —                      | —                      | 109                    |             | Racine carrée |
| "Sommeil"                                                                               | 2013 | —                      | —                      | 142                    |             | Racine carrée |
| "Merci"                                                                                 | 2013 | —                      | —                      | 143                    |             | Racine carrée |
| "AVF" (feat. Maître Gims a Orelsan)                                                     | 2013 | 38                     | —                      | 43                     |             | Racine carrée |
| "Invaincu"                                                                              | 2022 | —                      | —                      | 7                      | - BEL: Gold | Multitude     |
| "La solassitude"                                                                        | 2022 | 39                     | —                      | 8                      | - BEL: Gold | Multitude     |
| "C'est que du bonheur"                                                                  | 2022 | —                      | —                      | 16                     |             | Multitude     |
| "Pas vraiment"                                                                          | 2022 | —                      | —                      | 17                     |             | Multitude     |
| "Riez"                                                                                  | 2022 | —                      | —                      | 18                     |             | Multitude     |
| "Déclaration"                                                                           | 2022 | —                      | —                      | 25                     |             | Multitude     |
| "Mauvais journée"                                                                       | 2022 | —                      | —                      | 26                     |             | Multitude     |
| "Bonne journée"                                                                         | 2022 | —                      | —                      | 22                     | - BEL: Gold | Multitude     |
| "—" značí, že se nahrávka neumístila v hitparádách nebo v tomto území ani nebyla vydána |      |                        |                        |                        |             |               |

## Videoklipy

### Jako hlavní umělec
| Název                                          | Rok  | Režisér                       | Reference |
| ---------------------------------------------- | ---- | ----------------------------- | --------- |
| "Faut qu’t’arrêtes le rap..." (feat. J.E.D.I.) | 2005 |                               |           |
| "Minimalistyle"                                | 2007 |                               |           |
| "Promo-son"                                    | 2007 |                               |           |
| "Freestyle Finest" (& Gandhi, K–Deeja)         | 2008 |                               |           |
| "C'est Stromae"                                | 2008 |                               |           |
| "Si tu veux me faire du buzz..."               | 2008 |                               |           |
| "...buzz des mains"                            | 2008 |                               |           |
| "Up Saw Liz"                                   | 2009 |                               |           |
| "Alors on danse"                               | 2010 | Stromae, Jérôme Guiot         | [ 50 ]    |
| "Te Quiero"                                    | 2010 |                               |           |
| "House'llelujah"                               | 2010 |                               |           |
| "Je cours"                                     | 2011 | Jérôme Guiot                  | [ 51 ]    |
| "Peace or Violence"                            | 2011 | Joris Rabijns, Raf Reyntjens  | [ 53 ]    |
| "Formidable"                                   | 2013 | Jérôme Guiot                  | [ 54 ]    |
| "Papaoutai"                                    | 2013 | Raf Reyntjens                 | [ 55 ]    |
| "Tous les mêmes"                               | 2013 | Henry Scholfield              | [ 56 ]    |
| "Ta fête"                                      | 2014 | Lieven van Baelen             | [ 57 ]    |
| "Carmen"                                       | 2015 | Sylvain Chomet                | [ 58 ]    |
| "Quand c'est?"                                 | 2015 | Xavier Reyé                   | [ 59 ]    |
| "Défiler"                                      | 2018 | Luc Junior Tam, Sacha Wiernik | [ 60 ]    |